# Flo Rida (singolo)
Flo Rida è un singolo del rapper statunitense Ski Mask the Slump God pubblicato il 15 novembre 2017.

## Tracce
1. Flo Rida – 4:02